# Конотоп (Гомельская область)
Коното́п (бел. Канатоп) — деревня в Наровлянском сельсовете Наровлянского района Гомельской области Беларуси.

## География

### Расположение
На юге и востоке граничит с Полесским радиационно-экологическим заповедником.
В 5 км на юго-восток от Наровли, 30 км от железнодорожной станции Ельск (на линии Калинковичи — Овруч), 183 км от Гомеля.

### Гидрография
На реке Припять (приток реки Днепр). Расположена пристань. Около деревни устье реки Мытва.

## Транспортная сеть
На автодороге Дёрновичи — Наровля. Планировка состоит из почти прямолинейной улицы, ориентированной с юго-запада на северо-восток, к которой на востоке присоединяется прямолинейная улица. Застройка плотная, двусторонняя, деревянная, усадебного типа.

## История
Обнаруженные археологами остова поселений бронзового века (0,3 км на 3 и 1,5 м на юго-восток от деревни), а также стоянка каменного века и поселение милоградской культуры (на юго-запад от деревни) свидетельствуют о заселении этих мест с давних времён. По письменным источникам известна с XVI века как поселение в Мозырском повете Минского воеводства Великого княжества Литовского. В 1-й половине XVIII века во владении иезуитов.
После 2-го раздела Речи Посполитой (1793 год) в составе Российской империи. В 1795 году действовала деревянная церковь. От Аскерко деревня перешла к действительному статскому советнику Рожерсону. Согласно ревизских материалов в 1850 году была центром одноимённого поместья, хозяин которого помещик Брозин в 1876 году владел 6 тыс. десятинами земли, 2 корчмами и 2 водяными мельницами. Согласно переписи 1897 года действовали церковь, хлебозапасный магазин. Рядом находилась помещичья усадьба. В 1906 году открыта земская школа, которая размещалась в наёмном крестьянском доме. В 1908 году в Наровлянской волости Речицкого уезда Минской губернии. В январе 1911 года жители (до 300 человек) оказали сопротивление волостному председателю при взыскании сборов за землю, которую купило сельское товарищество у помещика Бразина.
В конце 1920-х годов построено школьное здание, действовал кирпичный завод. В 1929 году организован колхоз «Новый Конотоп», работали ветряная мельница и кузница. В 1939 году к деревне присоединён хутор Поспех. Во время Великой Отечественной войны освобождена от немецких оккупантов 29 ноября 1943 года 415-й стрелковой дивизией. 117 жителей погибли на фронте. Согласно переписи 1959 года в составе колхоза «Октябрь» (центр — деревня Вербовичи). Располагались библиотека, фельдшерско-акушерский пункт, клуб.
До 16 декабря 2009 года в составе Вербовичского сельсовета.

## Население

### Численность
- 2004 год — 69 хозяйств, 157 жителей.

### Динамика
- 1795 год — 50 дворов, 300 жителей.
- 1850 год — 377 жителей.
- 1885 год — 59 дворов, 394 жителя.
- 1897 год — 109 дворов, 596 жителей (согласно переписи).
- 1908 год — 138 дворов, 797 жителей.
- 1959 год — 911 жителей (согласно переписи).
- 2004 год — 69 хозяйств, 157 жителей.

## Культура
Расположены клуб, библиотека.